# Diglycidylether
Diglycidylether ist eine chemische Verbindung aus der Gruppe der substituierten Epoxide.

## Gewinnung und Darstellung
Diglycidylether kann durch Reaktion von Glycidol mit Epichlorhydrin gewonnen werden.

## Eigenschaften
Diglycidylether ist eine brennbare, schwer entzündbare, farblose Flüssigkeit mit unangenehmem Geruch.

## Verwendung
Diglycidylether wird als Verdünnungsmittel für Epoxidharze, als Textilbehandlungsmittel und als Stabilisator für chlorierte organische Verbindungen verwendet.

## Sicherheitshinweise
Die Dämpfe von Diglycidylether können mit Luft ein explosionsfähiges Gemisch (Flammpunkt 64 °C) bilden. Er kann bei Erhitzen explodieren.